# Grammy Award for Best Rock Instrumental Performance
Der Grammy Award for Best Rock Instrumental Performance (deutsch etwa: Grammy Award für die Beste Darbietung eines Rockinstrumentals) ist ein Musikpreis, der seit 1980 bei den jährlich stattfindenden Grammy Awards verliehen wurde. In den Jahren 1986 bis 1989 hieß der Preis Best Rock Instrumental Performance (Orchestra, Group or Soloist). Seit 2012 wurde der Preis nicht mehr vergeben und den Kategorien Best Hard Rock/Metal Performance und Best Rock Performance zugeschlagen.
Den Preis erhielten Musiker oder Musikgruppen aus den Bereichen Rockmusik, Hard Rock und Metal für Musikstücke ohne Gesang (Instrumentalmusik).

## Hintergrund und Geschichte
Seit 1958 werden die Grammy Awards (eigentlich Grammophone Awards) jährlich in zahlreichen Kategorien von der National Academy of Recording Arts and Sciences (NARAS) in den Vereinigten Staaten von Amerika vergeben, um künstlerische Leistung, technische Kompetenz und hervorragende Gesamtleistung ohne Rücksicht auf die Album-Verkäufe oder Chart-Position zu ehren.
Der Grammy Award for Best Rock Instrumental Performance wurde 1980 bei der 22. Grammy-Verleihung erstmals vergeben, der Preisträger war Paul McCartney und seine Band Wings für Rockestra Theme. Von 1986 bis 1989 hieß er Best Rock Instrumental Performance (Orchestra, Group or Soloist). Entsprechend der Preisbeschreibung “For newly recorded rock, hard rock and metal instrumental performances” (deutsch: „Für neu aufgenommene instrumentale Rock, Hardrock- und Metal Darbietungen“) ging der Preis an Künstler für neu aufgenommene Rock-, Hard-Rock- und Metal-Darbietungen.
Seit den Grammy-Verleihungen 2012 wurde dieser Preis nicht mehr vergeben werden, da er den Kategorien Best Hard Rock/Metal Performance und Best Rock Performance zugeschlagen wurde.

## Statistik

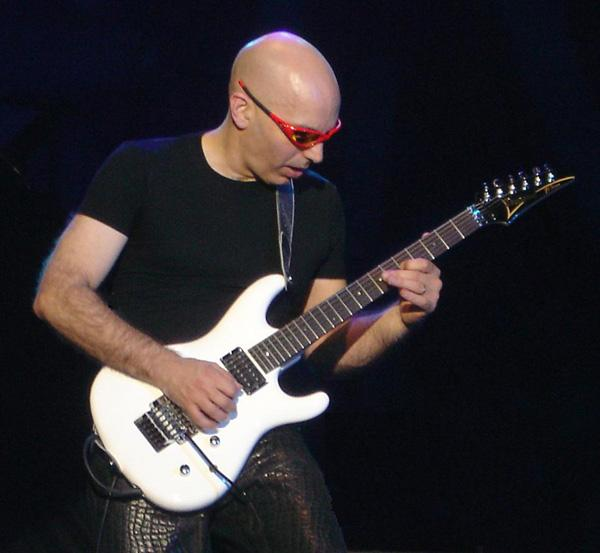
Mit insgesamt 14 Nominierungen ist Joe Satriani der am häufigsten nominierte Künstler dieser Kategorie, allerdings erhielt er nie den Preis.

Der Preis wurde erstmals 1980 an Paul McCartney und die Wings für das Lied Rockestra Theme von dem Album Back to the Egg verliehen. Den Rekord für die meisten Verleihungen in dieser Kategorie hält Jeff Beck, der den Preis sechsmal als Solokünstler bekommen hat. Sting bekam den Preis dreimal, davon zweimal gemeinsam mit seiner Band The Police, und The Flaming Lips erhielten den Preis zweimal. In unterschiedlichen Konstellationen gewannen Frank Zappa und Steve Vai (einmal für das Zappa-Album Jazz from Hell und einmal als Zappa’s Universe Rock Group featuring Steve Vai), Stevie Ray Vaughan und dessen Bruder Jimmie Vaughan (jeweils einmal gemeinsam als Vaughan Brothers und einmal mit anderen Musikern) sowie Carlos Santana (einmal als Solo-Musiker und einmal mit seiner Band Santana gemeinsam mit Eric Clapton) und Eric Clapton (einmal gemeinsam mit Santana und einmal mit Jimmie Vaughan und anderen Musikern) den Preis je zweimal.
Mit insgesamt 14 Nominierungen wurde der amerikanische Musiker Joe Satriani am häufigsten für den Preis nominiert, er erhielt ihn jedoch nie und ist damit zugleich der Musiker mit den meisten Nominierungen ohne Preis. Der Grammy Award ging insgesamt 15-mal an Musiker aus Großbritannien und 14-mal an Musiker aus den Vereinigten Staaten, außerdem zweimal an Carlos Santana, der aus Mexiko stammt.

## Gewinner und nominierte Künstler
| Jahr                  | Künstler / Band                                                                                       | Nationalität                  | Werk                                                  | Weitere nominierte Künstler | Bilder der Künstler              |
| --------------------- | --- | ----------------------------- | ----------------------------------------------------- | --- | -------------------------------- |
| 1980 27. Februar 1980 | Paul McCartney und die Wings                                                                          | Vereinigtes Königreich        | Rockestra Theme                                       | - Allman Brothers Band – Pegasus - Dixie Dregs – Night of the Living Dregs - Neil Larsen – High Gear - Frank Zappa – Rat Tomago                                                             | Paul McCartney, 1976             |
| 1981 25. Februar 1981 | The Police                                                                                            | Vereinigtes Königreich        | Reggatta de Blanc                                     | - Dixie Dregs – Dregs of the Earth - Emerson, Lake & Palmer – Peter Gunn - Jean-Luc Ponty – Beach Girl - The Pretenders – Space Invader                                                     | Logo von The Police              |
| 1982 24. Februar 1982 | The Police                                                                                            | Vereinigtes Königreich        | Behind My Camel                                       | - Dixie Dregs – Unsung Heroes - Robert Fripp – The League of Gentlemen - Kraftwerk – Computer World - Rush – YYZ                                                                            | Logo von The Police              |
| 1983 23. Februar 1983 | A Flock of Seagulls                                                                                   | Vereinigtes Königreich        | D.N.A.                                                | - Dixie Dregs – Industry Standard - Maynard Ferguson – Don’t Stop - King Crimson – Requiem - Van Morrison – Scandinavia                                                                     |                                  |
| 1984 28. Februar 1984 | Sting                                                                                                 | Vereinigtes Königreich        | Brimstone & Treacle                                   | - Allan Holdsworth – Road Games - Rainbow – Anybody There - Pete Townshend – Unused Piano - Stevie Ray Vaughan & Double Trouble – Rude Mood                                                 | Sting, 2006                      |
| 1985 26. Februar 1985 | Yes                                                                                                   | Vereinigtes Königreich        | Cinema                                                | - Lionel Hampton – Vibramatic - Genesis – Second Home by the Sea - Edward Van Halen – Doubt City - Stevie Ray Vaughan & Double Trouble – Voodoo Chile (Slight Return)                       | Chris Squire, 1977               |
| 1986 25. Februar 1986 | Jeff Beck                                                                                             | Vereinigtes Königreich        | Escape                                                | - Jon Butcher Axis – The Ritual - Big Guitars from Texas – Guitar Army - Yngwie Malmsteen – Rising Force - Northern Star – Back to Earth - Stevie Ray Vaughan & Double Trouble – Say What!! | Jeff Beck, 2005                  |
| 1987 24. Februar 1987 | The Art of Noise featuring Duane Eddy                                                                 | Vereinigtes Königreich        | Peter Gunn                                            | - Fabulous Thunderbirds – Down At Antones - Eric Johnson – Zap - Alan Parsons Project – Where’s The Walrus? - Yes – Amazing Grace                                                           |                                  |
| 1988 2. März 1988     | Frank Zappa                                                                                           | Vereinigte Staaten            | Jazz from Hell                                        | - Herbie Hancock, Dweezil Zappa, Terry Bozzio – Wipe Out - Bruce Springsteen – Paradise by the C - Stevie Ray Vaughan & Dick Dale – Pipeline                                                | Frank Zappa, 1977                |
| 1989 22. Februar 1989 | Carlos Santana                                                                                        | Mexiko                        | Blues for Salvador                                    | - Jeff Healey Band – Hideaway - Jimmy Page – Writes of Winter - Joe Satriani – Surfing with the Alien - Frank Zappa – Guitar                                                                | Carlos Santana, 2000             |
| 1990 22. Februar 1990 | Jeff Beck                                                                                             | Vereinigtes Königreich        | Jeff Beck’s Guitar Shop mit Terry Bozzio & Tony Hymes | - Steve Morse – High Tension - Joe Satriani – The Crush of Love - Andy Summers – A Piece of Time - Stevie Ray Vaughan & Double Trouble – Travis Walk                                        | Jeff Beck, 1973                  |
| 1991 20. Februar 1991 | Vaughan Brothers                                                                                      | Vereinigte Staaten            | D/FW                                                  | - Allman Brothers Band – True Gravity - Eric Johnson – Ah Via Musicom - Joe Satriani – Flying In A Blue Dream - Steve Vai – Passion and Warfare                                             | Jimmie Vaughan, 2007             |
| 1992 25. Februar 1992 | Eric Johnson                                                                                          | Vereinigte Staaten            | Cliffs of Dover                                       | - Allman Brothers Band – Kind of Bird - Danny Gatton – 88 Elmira Street - Rush – Where’s My Thing? - Yes – Masquerade                                                                       | Eric Johnson, 2007               |
| 1993 24. Februar 1993 | Stevie Ray Vaughan & Double Trouble                                                                   | Vereinigte Staaten            | Little Wing                                           | - Jeff Beck – Hound Dog - Dixie Dregs – Bring ’Em Back Alive - Santana – Gypsy/Grajonca - Joe Satriani – The Extremist                                                                      |                                  |
| 1994 1. März 1994     | Zappa’s Universe Rock Group featuring Steve Vai                                                       | Vereinigte Staaten            | Sofa                                                  | - Aerosmith – Boogie Man - Jeff Beck & Jed Leiber – Hi-Heel Sneakers - Joe Satriani – Speed of Light - Tangerine Dream – Purple Haze                                                        | Frank Zappa, 1977                |
| 1995 1. März 1995     | Pink Floyd                                                                                            | Vereinigtes Königreich        | Marooned                                              | - Dixie Dregs – Shape of Thiings - Rush – Leave That Thing Alone - Santana – Luz Amore y Vida - Joe Satriani – All Alone                                                                    |                                  |
| 1996 28. Februar 1996 | Allman Brothers Band                                                                                  | Vereinigte Staaten            | Jessica                                               | - Jeff Healey Band – Shape of Things - King Crimson – Vroom - Santana mit Vernon Reid – Every Now And Then - Steve Vai – Tender Surrender                                                   |                                  |
| 1997 26. Februar 1997 | Jimmie Vaughan, Eric Clapton, Bonnie Raitt, Robert Cray, B.B. King, Buddy Guy, Dr. John & Art Neville | Vereinigte Staaten            | SRV Shuffle                                           | - Booker T. & the M.G.’s – Green Onions - Eric Johnson – Pavilion - Joe Satriani – (You’re) My World - Edward & Alex Van Halen – Respect The Wind                                           |                                  |
| 1998 25. Februar 1998 | The Chemical Brothers                                                                                 | Vereinigtes Königreich        | Block Rockin’ Beats                                   | - Robben Ford – In The Beginning - Eric Johnson – S.R.V. - Joe Satriani – Summer Song - Steve Vai – For The Love of God                                                                     | The Chemical Brothers, 2005      |
| 1999 25. Februar 1999 | Pat Metheny Group                                                                                     | Vereinigte Staaten            | The Roots of Coincidence                              | - Everclear – El Distorto De Melodica - Propellerheads – Take California - Joe Satriani – A Train of Angels - Kenny Wayne Shepherd Band – Trouble Is...                                     | Pat Metheny, 2008                |
| 2000 23. Februar 2000 | Santana featuring Eric Clapton                                                                        | Mexiko Vereinigtes Königreich | The Calling                                           | - Everclear – El Distorto De Melodica - Propellerheads – Take California - Joe Satriani – A Train of Angels - Kenny Wayne Shepherd Band – Trouble Is...                                     | Carlos Santana, 2003             |
| 2001 23. Februar 2001 | Metallica mit Michael Kamen und dem San Francisco Symphony Orchestra                                  | Vereinigte Staaten            | The Call of the Ktulu                                 | - Peter Frampton – Off The Hook - Phish – First Tube - Joe Satriani – Until We Say Goodbye - Kenny Wayne Shepherd Band – Electric Lullaby                                                   | Metallica, 2003                  |
| 2002 27. Februar 2002 | Jeff Beck                                                                                             | Vereinigtes Königreich        | Dirty Mind                                            | - Allman Brothers Band – High Falls - Godsmack – Vampires - Joe Satriani – Always With Me, Always With You - Steve Vai – Whispering A Prayer                                                | Jeff Beck, 2001                  |
| 2003 27. Februar 2003 | The Flaming Lips                                                                                      | Vereinigte Staaten            | Approaching Pavonis Mons by Balloon                   | - Gov’t Mule – Sco-Mule - Tony Levin – Apollo - Joe Satriani – Starry Night - Slash – Love Theme from The Godfather                                                                         | The Flaming Lips, 2009           |
| 2004 8. Februar 2004  | Jeff Beck                                                                                             | Vereinigtes Königreich        | Plan B                                                | - Allman Brothers Band – Instrumental Illness - Linkin Park – Session - Robert Randolph and the Family Band – Squeeze - Steve Vai – Essence                                                 | Jeff Beck & Tal Wilkenfeld, 2009 |
| 2005 13. Februar 2005 | Brian Wilson                                                                                          | Vereinigte Staaten            | Mrs. O’Leary’s Cow                                    | - Allman Brothers Band – Instrumental Illness - Los Lonely Boys – Onda - Rush – O Baterista - Steve Vai – Whispering A Prayer                                                               | Brian Wilson, 2007               |
| 2006 8. Februar 2006  | Les Paul & Friends                                                                                    | Vereinigte Staaten            | 69 Freedom Special                                    | - Adrian Belew – Beat Box Guitar - Stewart Copeland – Birds of Prey - Joe Perry – Mercy - Steve Vai – Lotus Feet                                                                            | Les Paul, 2004                   |
| 2007 11. Februar 2007 | The Flaming Lips                                                                                      | Vereinigte Staaten            | The Wizard Turns On...                                | - Arctic Monkeys – Chun Li’s Flying Bird Kick - Peter Frampton – Black Hole Sun - David Gilmour – Catsellorizon - Joe Satriani – Super Colossal                                             | Wayne Coyne, 2006                |
| 2008 10. Februar 2008 | Bruce Springsteen                                                                                     | Vereinigte Staaten            | Once Upon A Time In The West                          | - Metallica – The Ecstasy of Gold - Rush – Malignant Narcissism - Joe Satriani – Always With Me, Always With You - Steve Vai – The Attitude Song                                            | Bruce Springsteen, 2009          |
| 2009 8. Februar 2009  | Zappa Plays Zappa, Steve Vai & Napoleon Murphy Brock                                                  | Vereinigte Staaten            | Peaches En Regalia                                    | - David Gilmour – Castellorizon - Metallica – Suicide & Redemption - Nine Inch Nails – 34 Ghosts I-IV - Rush – Hope (Live for the Art of Peace)                                             | Dweezil Zappa, 2006              |
| 2010 31. Januar 2010  | Jeff Beck                                                                                             | Vereinigtes Königreich        | A Day In The Life                                     | - Booker T. Jones – Warped Sister - Brad Paisley – Playing With Fire - Brian Setzer Orchestra – Mr. Surfer Goes Jazzin’ - Steve Vai – Now We Run                                            | Jeff Beck, 2009                  |
| 2011 13. Februar 2011 | Jeff Beck                                                                                             | Vereinigtes Königreich        | Hammerhead                                            | - The Black Keys – Black Mud - Los Lobos – Do The Murray - Dave Matthews & Tim Reynolds – Kundalini Bonfire - Dweezil Zappa – The Deathless Horsie                                          | Jeff Beck, 2009                  |

## Belege
1. ↑  “honor artistic achievement, technical proficiency and overall excellence in the recording industry, without regard to album sales or chart position” (deutsch: „Ehre der künstlerischen Leistung, technischen Kompetenz und die allgemeine Qualität in der Musikindustrie, ohne Rücksicht auf Verkaufszahlen oder Chart-Positionen“) Overview. National Academy of Recording Arts and Sciences, archiviert vom Original am 19. August 2012; abgerufen am 11. September 2014.  Info: Der Archivlink wurde automatisch eingesetzt und noch nicht geprüft. Bitte prüfe Original- und Archivlink gemäß Anleitung und entferne dann diesen Hinweis.
2. ↑  Grammy Awards at a Glance. In: Los Angeles Times. Tribune Company, abgerufen am 19. Juli 2010.
3. ↑  nach 52nd OEP Category Description Guide. (PDF; 85 kB) National Academy of Recording Arts and Sciences, S. 3, archiviert vom Original am 27. Oktober 2009; abgerufen am 29. Mai 2011.
4. ↑  Awards Category Comparison Chart. (PDF; 80 kB) National Academy of Recording Arts and Sciences, S. 1, archiviert vom Original am 16. Mai 2011; abgerufen am 8. April 2011.  Info: Der Archivlink wurde automatisch eingesetzt und noch nicht geprüft. Bitte prüfe Original- und Archivlink gemäß Anleitung und entferne dann diesen Hinweis.